# Scherzi della natura
Scherzi della natura (Nature's Strangest Mysteries: Solved) è un programma televisivo britannico del 2019.
La serie prevede un team di esperti tra cui il biologo Dan Riskin, lo zoologo Lucy Cooke, l'esperto di fauna selvatica Bradley Trevor Greive e il biologo marino Andrew Nosal, che cercano di rivelare le spiegazioni dietro i misteri e i comportamenti degli animali.
La serie è stata trasmessa per la prima volta nel Regno Unito su Animal Planet il 17 maggio 2019. Un adattamento italiano viene trasmesso su Discovery Channel dal 19 gennaio 2020.

## Episodi
| nº | Titolo originale           | Titolo italiano          | Prima TV USA   | Prima TV Italia  |
| -- | -------------------------- | ------------------------ | -------------- | ---------------- |
| 1  | Sparkly Spider             | Ragno luminoso           | 17 maggio 2019 | 19 gennaio 2020  |
| 2  | Skyscraper Raccoon         | Tra i grattacieli        | 17 maggio 2019 | 19 gennaio 2020  |
| 3  | Held Hostage by a Humpback | Ostaggio della megattera | 24 maggio 2019 | 9 febbraio 2020  |
| 4  | Aflocalypse Now            | Apocalisse               | 24 maggio 2019 | 2 febbraio 2020  |
| 5  | Unscrambling Eggs          | Le uova                  | 31 maggio 2019 | 26 gennaio 2020  |
| 6  | Zombie Spider              | Ragno Zombie             | 31 maggio 2019 | 2 febbraio 2020  |
| 7  | Octopus Houdini            | Il polipo mago           | 7 giugno 2019  | 16 febbraio 2020 |
| 8  | Critter Culprit            | Il colpevole             | 7 giugno 2019  | 26 gennaio 2020  |
| 9  | Animal Vandals             | Animali vandali          | 14 giugno 2019 | 16 febbraio 2020 |
| 10 | Crow Crime Scene           | Scena del crimine        | 14 giugno 2019 | 9 febbraio 2020  |
| 11 | Big Cat Screaming Match    | Gatti                    | 21 giugno 2019 | 29 marzo 2020    |
| 12 | Snowboarding Crow          | Corvo snowboarder        | 21 giugno 2019 | 23 febbraio 2020 |
| 13 | Disco Spider               | Ragni                    | 28 giugno 2019 | 1 marzo 2020     |
| 14 | Cuddly Shark               | Squali                   | 28 giugno 2019 | 1 marzo 2020     |
| 15 | Stripeless Zebra           | Zebra senza strisce      | 5 luglio 2019  | 5 aprile 2020    |
| 16 | Scorpion Night Lights      | Luci notturne            | 5 luglio 2019  | 23 febbraio 2020 |
| 17 | Rattleless Rattlesnake     | Serpenti a sonagli       | 12 luglio 2019 | 8 marzo 2020     |
| 18 | Unicorn of the Sea         | Unicorni                 | 12 luglio 2019 | 8 marzo 2020     |
| 19 | Octopus Throwdown!         | Polipi                   | 19 luglio 2019 | 15 marzo 2020    |
| 20 | Alligator Bodyguards       | Alligatori               | 19 luglio 2019 | 22 marzo 2020    |
| 21 | Bug Mathematician          | Il matematico            | 26 luglio 2019 | 12 aprile 2020   |
| 22 | Elephants in the Room      | Elefanti                 | 26 luglio 2019 | 15 marzo 2020    |
| 23 | Giggling Rats              | Topi                     | 2 agosto 2019  | 22 marzo 2020    |
| 24 | Hot Cheetah                | Ghepardi                 | 2 agosto 2019  | 5 aprile 2020    |
| 25 | The 500-Year-Old Shark     | Squali anziani           | 9 agosto 2019  | 29 marzo 2020    |
| 26 | Times Square Bee Swarm     | Api a Times Square       | 9 agosto 2019  | 12 aprile 2020   |